# Поліс-Айленд (Південна Кароліна)
Поліс-Айленд (англ. Pawleys Island) — місто (англ. town) в США, в окрузі Джорджтаун штату Південна Кароліна. Населення — 130 осіб (2020).

## Географія
Поліс-Айленд розташований за координатами 33°25′41″ пн. ш. 79°7′30″ зх. д. / 33.42806° пн. ш. 79.12500° зх. д. (33.428093, -79.124988).  За даними Бюро перепису населення США в 2010 році місто мало площу 2,57 км², з яких 1,82 км² — суходіл та 0,75 км² — водойми.

## Демографія
Згідно з переписом 2010 року, у місті мешкали 103 особи в 58 домогосподарствах у складі 33 родин. Густота населення становила 40 осіб/км².  Було 528 помешкань (205/км²).
Расовий склад населення:
| - 98,1 % — білих |

До двох чи більше рас належало 1,9 %. Частка іспаномовних становила 0,0 % від усіх жителів.
За віковим діапазоном населення розподілялося таким чином: 3,9 % — особи молодші 18 років, 48,5 % — особи у віці 18—64 років, 47,6 % — особи у віці 65 років та старші. Медіана віку мешканця становила 63,9 року. На 100 осіб жіночої статі у місті припадало 102,0 чоловіків;  на 100 жінок у віці від 18 років та старших — 98,0 чоловіків також старших 18 років.
Цивільне працевлаштоване населення становило 43 особи. Основні галузі зайнятості: освіта, охорона здоров'я та соціальна допомога — 25,6 %, виробництво — 16,3 %, фінанси, страхування та нерухомість — 16,3 %.